# 埃爾基省

埃爾基省是智利的54個省份之一，位於該國中北部，由科金博大區負責管轄，首府設於科金博，面積16,894平方公里，2002年人口365,371，人口密度每平方公里21.6人。